# بالتيمور أوريولز
بالتيمور أوريولز هو فريق كرة قاعدة أمريكي أٌسس عام 1894. يلعب الفريق في الدوري الأمريكي.